# Lucie Chytrá
Lucie Chytrá (* 10. července 1987 Slaný) je česká judistka, trenérka, bývalá reprezentantka.

## Sportovní kariéra
S judem začínala v Kralupech nad Vltavou. S přestupem na Sportovní gymnázium Nad Štolou se připravovala v klubu Sokol Praha-Vršovice pod vedení Zdeňka Kasíka. V české seniorské reprezentaci se pohybovala od roku 2005 v pololehké váze do 52 kg. V roce 2008 se na olympijské hry v Pekingu nekvalifikovala.
Po olympijských hrách v Pekingu začala pravidelně objíždět světový pohár, ve kterém v roce 2009 dosáhla v mongolském Ulánbátaru poprvé na stupně vítězů. V nižší soutěži, evropském poháru stála pravidelně na stupních vítězů. Jako studentka FTVS UK reprezentovala Česko na univerziádě v Bělehradě. Na podzim 2009 vybojovala třetí místo na mistrovství Evropy do 23 let. V roce 2010 pokračovala v úspěšném sbírání bodů pro kvalifikaci na olympijské hry v Londýně a vybojovala pěkné sedmé místo na mistrovství Evropy ve Vídni.
V roce 2011 jí po třetím místu na světovém poháru v rakouském Oberwartu provázely zdravotní problémy. Na podzim při ligovém zápase utrpěla po nasazeném škrcení cévní mozkovou příhodu a musela předčasně zanechat vrcholové sportovní kariéry. Po rekonvalescenci se na tatami vrátila jako judistka, trenérka. Pravidelně startuje na mistrovství republiky v judu, kde získala v roce 2017 mezi seniorkami svůj jedenáctý titul.
V současnosti se naplno věnuje trenérské činnosti. Trénuje mladé judisty v Kladně, na místním Sportovním gymnáziu Kladno a v mateřském oddíle v Kralupech nad Vltavou. Dále trénuje sportovní talenty výběru Středočeského kraje a v roce 2022 se stala předsedkyní Krajského svazu juda Středočeského kraje, pobočný spolek Českého svazu juda.

### Výsledky na mezinárodních turnajích
- 2008 - 5. místo (Rotterdam)
- 2009 - 3. místo (Ulánbátar)
- 2010 - 5. místo (Ulánbátar)
- 2011 - 3. místo (Oberwart), 5. místo (San Salvador, Miami)

## Výsledky
| Turnaj             | 2002       | 2003       | 2004           | 2005           | 2006           | 2007           | 2008           | 2009           | 2010           | 2011           |
| Turnaj             | 15         | 16         | 17             | 18             | 19             | 20             | 21             | 22             | 23             | 24             |
| Turnaj             | superlehká | superlehká | pololehká váha | pololehká váha | pololehká váha | pololehká váha | pololehká váha | pololehká váha | pololehká váha | pololehká váha |
| ------------------ | ---------- | ---------- | -------------- | -------------- | -------------- | -------------- | -------------- | -------------- | -------------- | -------------- |
| Olympijské hry     |            |            | —              |                |                |                | —              |                |                |                |
| Mistrovství světa  |            | —          |                | —              |                | —              |                | —              | úč.            | úč.            |
| Mistrovství Evropy | —          | —          | —              | —              | —              | úč.            | —              | —              | 7.             | úč.            |
| ME do 23 let       | —          | —          | —              | úč.            | —              | 7.             | úč.            | 3.             |                |                |
| MS juniorů         | —          |            | úč.            |                | 5.             |                |                |                |                |                |
| ME juniorů         | —          | —          | —              | 2.             | úč.            |                |                |                |                |                |
| ME dorostenců      | úč.        | —          |                |                |                |                |                |                |                |                |

## Ocenění
- 2000 - 1. místo - Nejlepší judista nižšího stupně Sportovního gymnázia Kladno
- 2001 - 1. místo - Nejlepší judista Sportovního gymnázia Kladno
- 2001 - 2. místo - Nejlepší sportovec Sportovního gymnázia Kladno
- 2002 - 1. místo - Judistka České republiky v kategorii dorostu
- 2003 - 1. místo - Judistka České republiky v kategorii dorostu
- 2004 - 1. místo - Judistka České republiky v kategorii juniorek
- 2004 - 1. místo - Judistka roku Sportovního gymnázia Nad Štolou
- 2005 - 1. místo - Judistka České republiky v kategorii juniorek
- 2005 - 1. místo - Judistka roku Sportovního gymnázia Nad Štolou
- 2006 - 1. místo - Judistka České republiky v kategorii juniorek
- 2007 - 2. místo - Judistka roku
- 2008 - 3. místo - Judistka roku
- 2009 - 1. místo - Judistka roku
- 2009 - 4. místo - Top judista roku
- 2010 – 1. místo – Judistka roku
- 2011 – 1. místo – Judistka roku